# Monocotyle tritestis
Monocotyle tritestis is een soort  worm die tot de familie Monocotylidae gerekend wordt. De wetenschappelijke naam van de soort werd voor het eerst geldig gepubliceerd in 1967 door Young.